# Mosu zhengi
Espèce
Synonymes
- Mysmena zhengi Lin & Li, 2008

Mosu zhengi est une espèce d'araignées aranéomorphes de la famille des Mysmenidae.

## Distribution
Cette espèce est endémique du Yunnan en Chine,. Elle se rencontre dans le xian de Mengla.

## Description
Le mâle holotype mesure 1,06 mm et la femelle paratype 1,00 mm.
Le mâle décrit par Zhang, Li et Lin en 2022 mesure 1,45 mm et la femelle 1,58 mm.

## Systématique et taxinomie
Cette espèce a été décrite sous le protonyme Mysmena zhengi par Lin et Li en 2008. Elle est placée dans le genre Mosu par Zhang, Li et Lin en 2022.

## Étymologie
Cette espèce est nommée en l'honneur de Guo Zheng.

## Publication originale
- Lin & Li, 2008 : « Mysmenid spiders of China (Araneae: Mysmenidae). » Annales zoologici, vol. 58, p. 487-520.